# Lower Tombey
Lower Tombey är en klan i Liberia.   Den ligger i regionen Grand Cape Mount County, i den västra delen av landet, 70 km nordväst om huvudstaden Monrovia. Lower Tombey ligger i sjön Lake Jaa.